# Erdőkövesd
Erdőkövesd es un pueblo en el condado de Heves, Hungría.

## Ubicación
Erdőkövesd se encuentra en el noreste de Hungría, en el extremo noroeste del condado de Heves, integrado en la ciudad de Pétervására. Por carretera, Eger está a 34 km, Salgótarján a 30 km y Ózd a 34 km. El paso fronterizo eslovaco (Cered-Tachty) está a 12 km. Se trata de un pequeño pueblo de Palóc situado en la margen derecha del arroyo Tarna. Está rodeado de colinas boscosas por el norte y el este, lo que permite la posibilidad de practicar senderismo y equitación.

## Historia
Erdőkövesd cuenta con una historia que se remonta a la prehistoria. En la vecina montaña de Őrhegy se hallaron restos de finales de la Edad del Cobre, así como dos diademas de la Edad del Bronce. Durante el Periodo de las Migraciones, se descubrió la tumba de un líder militar vándalo, rica en joyas de oro, hoy exhibida en el Museo Nacional. Más tarde, tras la conquista húngara, la zona fue rápidamente poblada y aparece mencionada en documentos desde 1255 con el nombre de Kues. En el siglo XIV, tras conflictos de herencia y rebeliones, el rey Carlos Roberto la confiscó y la entregó a Tamás Szécsényi.
En los siglos siguientes, el pueblo pasó por manos de varias familias nobles. En el siglo XV, perteneció a los Pálóczi, quienes le otorgaron derechos de ciudad comercial. Más tarde, durante las luchas internas de la época del reino dual, cambió nuevamente de propietarios, hasta que en 1550 fue conquistado por los turcos. La ocupación trajo consigo mayores cargas para los siervos y un periodo de dificultad, aunque la aldea no quedó despoblada de manera permanente como otras de la zona. Tras la retirada otomana, el asentamiento pasó a distintos dueños extranjeros y locales, consolidándose como una aldea noble curial en el siglo XVII.
En 1737 llegó István Orczy. La familia Orczy se convirtió en la principal propietaria hasta mediados del siglo XX, impulsando la vida del pueblo. István mandó construir la iglesia en 1741 y un castillo en 1760, rodeado de un parque inglés y acompañado de granjas, molinos y tabernas que hicieron de Erdőkövesd un centro señorial. A lo largo del siglo XIX, el pueblo fue creciendo y consolidándose, llegando a ser un importante centro de las fincas Orczy en la región.
Erdőkövesd también fue escenario de episodios históricos más recientes. Durante la revolución de 1848-49, el general Schlik estableció su cuartel en el castillo local antes de la batalla de Kápolna. En el siglo XX, sus habitantes participaron en ambas guerras mundiales, dejando su sacrificio reflejado en el monumento a los héroes que aún hoy se erige frente a la oficina de correos.